# NGC 4104
NGC 4104 este o brightest cluster galaxy⁠(d) situată în constelația Părul Berenicei. A fost descoperită în 11 aprilie 1785 de către William Herschel.